# Абе Масахіро
Абе Масахіро (яп. 阿部正弘, あべまさひろ; 3 грудня 1819 — 6 серпня 1857) — японський політичний і державний діяч періоду Едо. 11-й голова роду Абе, 7-й володар Фукуяма-хану, старійшина сьоґунату Токуґава. Прихильник анти-ізоляціоністського курсу, організатор реформ Ансей, засновник Академії західних наук та Тренувального центру військово-морських сил в Наґасакі. Псевдонім — Юкен.

## Короткі відомості
Абе Масахіро народився 3 грудня 1819 року в Едо, в сім'ї самурая. Його батько був васалом сьоґунату Токуґава категорії фудай і володарем автономного Фукуяма-хану в провінції Бінґо. Через хворобливість старших братів 1836 року Масахіро став володарем Фукуяма-хану. 1843 року його призначили на посаду старійшини родзю сьогунату Токуґава, а двома роками поспіль, після відставки Мідзуно Тадакуні, поставили головою уряду і доручили управління країною.
Отримавши відомості про поразку Китаю в Опіумній війні, Масахіро почав посилювати обороноздатність Японії. 1853 року, в зв'язку із прибуттям ескадри США під командуванням комодора Меттью Перрі, яка під загрозою війни вимагала встановлення дипломатичних відносин, він скликав Всеяпонські збори з представників Імператора, регіональних володарів даймьо та хатамото, щоби визначитися із відповіддю. 1854 року, під тиском іноземних держав Масахіро був змушений покінчити із ізоляціоністською політикою сакоку й укласти договори «миру і дружби» із США, Росією і Британією.
Масахіро сприяв оновленню управлінського апарату сьоґунату, залучивши до вирішення проблем країни таких регіональних володарів як Токуґаву Наріакі, Сімадзу Наріакіру, Мацудайру Йосінаґу, Ямауті Тойосіґе, а також незнатних, але талановитих самураїв Кавадзі Тосіакіра, Наґаї Наоюкі, Івасе Таданарі та інших. Він також намагався модернізувати японський флот, створивши для цього за голландським зразком Тренувальний центр військово-морських сил в Наґасакі та плавильні печі в Ніраямі для виготовлення новітньої артилерії. Масахіро заснував розвідувальне управління, яке займалося збором і вивченням інформації з закордону. Проте його політика, спрямована на модернізацію країни, і активна роль в переговорах із іноземцями викликала протести консервативних урядовців сьоґунату категорії фудай. Через це 1855 року Масахіро був змушений передати головування в уряді Хотті Масатосі і наступного року піти у відставку.
Абе Масахіро помер 6 серпня 1857 року у віці 39-років.